# Adam Ant

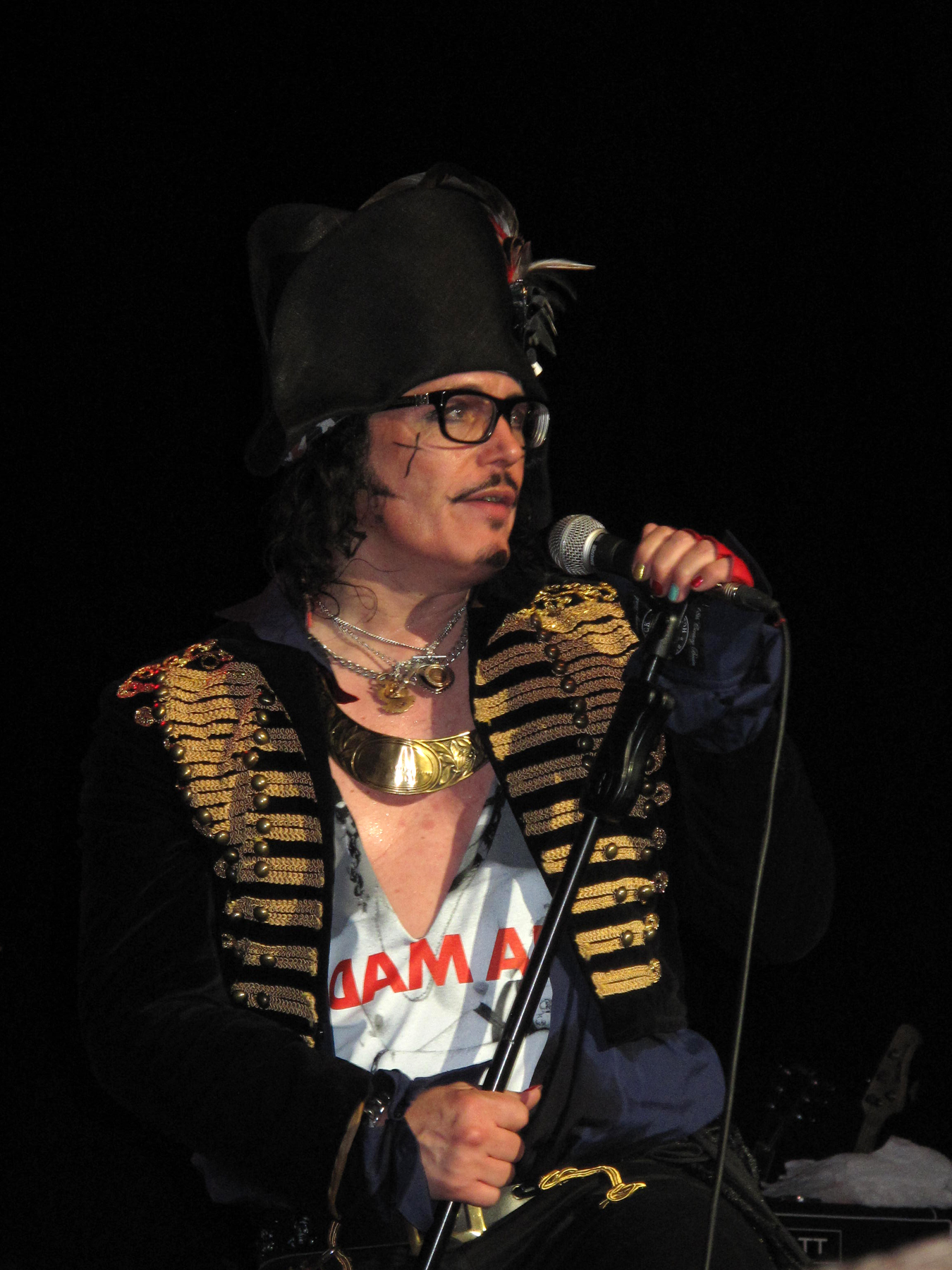
Adam Ant på G-Live, Guildford, December 2011

Stuart Leslie Goddard, känd under artistnamnet Adam Ant, född 3 november 1954 i Marylebone i London, är en brittisk popsångare och skådespelare.

## Bakgrund
Adam Ant kommer från en romsk familj och är uppvuxen i London. Hans far var alkoholist, vilket var en av de främsta anledningarna till att Ant under hela sin popkarriär varken drack alkohol, rökte eller tog droger. Han drack alkohol för första gången på sin 47-årsdag. 

## Musikkarriär
1977 bildade han gruppen Adam & the Ants. Bandet mixade punk med kommersiell popmusik och blev kända för sina uppseendeväckande musikvideor och scenkläder. Efter att gruppen splittrades 1982 satsade Adam Ant på en solokarriär.  
Under tidigt 1980-tal var Adam Ant en av världens största popstjärnor.  Han sålde 15 miljoner album på bara några år och hade stora hits över hela världen med låtar som Stand and Deliver, Prince Charming och Antmusic. I USA fick hans karriär god hjälp och marknadsföring av den nystartade TV-kanalen MTV, som visade hans musikvideor frevent. 1983 röstades Ant fram till "Sexiest Man Alive" av MTV:s amerikanska tittare.
Efter videon till Antmusic 1980 och den påföljande USA-turnén ringde Michael Jackson upp Ant för att fråga honom hur han hade fått tag i husarjackan som han bär i videon och som var ett av Adam Ants främsta kännetecken under 80-talet.  Michael Jackson kopierade senare looken med husarjackan.  

## Skådespelarkarriär
Mellan 1986 och 1995 bodde Ant i Los Angeles i USA och jobbade som skådespelare. Han hade under sin skådespelarkarriär främst mindre biroller i amerikanska TV-serier. 

## Psykisk ohälsa
Adam Ant har bipolär sjukdom och var en av de första kändisar som pratade öppet om depression, psykisk ohälsa och om hur han vid ett tillfälle försökte ta sitt liv under sent 1970-tal. Media hånade honom ofta för hans psykiska problem, och 2003 gjordes en TV-special om honom i Storbritannien vid namn The Madness of Prince Charming. "Prince Charming" syftar på en av Adam and the Ants största hits från 1981.

## Privatliv
Mellan 1975 och 1982 var Ant gift med skolkamraten Carol Mills. Paret separerade redan innan Adam and the Ants slog igenom, men skilde sig först 1982. Under 1980-talet hade han uppmärksammade förhållanden med bland annat Jamie Lee Curtis och Amanda Donohoe. Under tidigt 90-tal var Ant förlovad med Heather Graham. Ant har en dotter från ett kortvarigt äktenskap med Lorraine Gibson mellan 1997 och 1998.
Under 1980-talet och 1990-talet hade Adam Ant flera stalkers, både i England och USA, och blev förföljd vare sig han vistades i London eller Los Angeles. 1994 bidrog ett uppmärksammat rättsfall mot en av hans stalkers i Los Angeles till skärpta stalkinglagar i USA.  Den kvinnliga stalkern bröt sig vid flera tillfällen in i Ants hus i Los Angeles, där hon bland annat bakade kakor, förgiftade hans guldfiskar, gav hans hundar mat med rakblad, och lämnade lappar till Ant om hur mycket hon ogillade hans flickvänner.   De olika stalkingfallen bidrog till att Ants mentala hälsa försämrades under 1990-talet, och till ett nervöst sammanbrott 2003 efter vilket Ant under en period vistades på mentalsjukhus.

## Filmografi
- 1977 – Jubilee

## Diskografi
Album (solo)
- 1982 – Friend or Foe
- 1983 – Strip
- 1985 – Vive Le Rock
- 1990 – Manners & Physique
- 1991 – Persuasion
- 1995 – Wonderful
- 2013 – Adam Ant Is the Blueblack Hussar in Marrying the Gunner's Daughter
- 2019 – Bravest of the Brave